# Neuvième bataille de l'Isonzo
 (signalé en mai 2025).
Si vous disposez d'ouvrages ou d'articles de référence ou si vous connaissez des sites web de qualité traitant du thème abordé ici, merci de compléter l'article en donnant les références utiles à sa vérifiabilité et en les liant à la section « Notes et références ».
- Archive Wikiwix
- Bing
- Cairn
- DuckDuckGo
- E. Universalis
- Gallica
- Google
- G. Books
- G. News
- G. Scholar
- Persée
- Qwant
- (zh) Baidu
- (ru) Yandex
- (wd) trouver des œuvres sur Wikidata

Première Guerre mondiale
Batailles
- Première bataille
- Deuxième bataille
- Troisième bataille
- Quatrième bataille
- Cinquième bataille
- Sixième bataille
- Septième bataille
- Huitième bataille
- Neuvième bataille
- Dixième bataille
- Onzième bataille
- Douzième bataille

La neuvième bataille de l'Isonzo est une opération militaire de la Première Guerre mondiale, qui eut lieu du 31 octobre au 4 novembre 1916, entre l'armée italienne et l'armée austro-hongroise.

## Déroulement
La bataille débute par une attaque des 2e et 3e armées italiennes contre les positions austro-hongroises à l'est de la ville de Gorizia. Le mauvais temps, le brouillard, le froid et les lourdes pertes (28 000 hommes) obligent le commandant en chef italien, le général Luigi Cadorna, à mettre fin à l'offensive.

## Bilan
Malgré quelques succès tactiques dans certains secteurs du front, l'attaque échoue dans son ensemble. Comme dans d'autres batailles de la guerre, le long de l'Isonzo, l'armée austro-hongroise occupe les hauteurs de cette région montagneuse qui est une formidable forteresse naturelle : les Italiens ne parviennent toujours pas, malgré toutes leurs tentatives, à effectuer une percée.
L’année 1916 aura vu 5 opérations sur l’Isonzo, après 4 offensives en 1915.
Après une longue pause hivernale, les Italiens attaquent à nouveau, pour la dixième fois, le 12 mai 1917.